# Monophyllaea sarangica
Monophyllaea sarangica är en tvåhjärtbladig växtart som beskrevs av Brian Laurence Burtt. Monophyllaea sarangica ingår i släktet Monophyllaea och familjen Gesneriaceae. Inga underarter finns listade i Catalogue of Life.